# Tilottama
Tilottama (Nepali तिलोत्तमा Tilottama) ist eine Stadt (Munizipalität) im mittleren Terai Nepals im Distrikt Rupandehi. 
Die Stadt entstand 2014 durch Zusammenlegung der Village Development Committees Anandaban, Karaiya, Madhawaliya, Makrahar, Shankarnagar und Tikuligadh. 
Tilottama liegt südöstlich von Butwal am Ostufer des Tinau.
Das Stadtgebiet umfasst 112,4 km².
Die Fernstraße Siddhartha Rajmarg führt von Butwal über Tilottama nach Siddharthanagar. Entlang der nördlichen Stadtgrenze verläuft die Fernstraße Mahendra Rajmarg, die Haupt-West-Ost-Verbindung Nepals.

## Einwohner
Bei der Volkszählung 2011 hatten die VDCs, aus welchen die Stadt Tilottama entstand, 93.183 Einwohner (davon 43.755 männlich) in 20.785 Haushalten.